# Ramalina canariensis
Ramalina canariensis J. Steiner, 1904 è un lichene che si incontra vicino al litorale.